# Ciudad Imperial Libre de Ulm
La Ciudad Libre Imperial de Ulm fue una Ciudad Libre Imperial del Sacro Imperio Romano Germánico. Está situada en la orilla izquierda del Río Danubio, en una llanura fértil al pie del Jura de Suabia.

## Historia
Ulm es mencionada como un dominio en 854, y bajo la dinastía carolingia fue escenario de varias dietas. Se convirtió en una ciudad en 1027, y pronto fue el lugar principal en el Ducado de Suabia. Aunque fue incendiada por Enrique el León, la ciudad pronto se recuperó, convirtiéndose en una Ciudad Imperial Libre en 1155. Hacia el final de la Edad Media jugó un papel destacado varias veces al frente de las Ligas Suabas del siglo XIV y XV. Su comercio prosperó, llegando a su apogeo en el siglo XV, gobernando sobre un distrito de aproximadamente 300 millas cuadradas (780 km²). Se convirtió en una Ciudad Imperial Libre con una amplia autoridad territorial y con una población de aproximadamente 60.000 habitantes. En 1530 se convirtió en ciudad protestante y decayó tras las guerras de religión francesas de los siglos XVI y XVII. En 1802 perdió su inmediatez imperial y pasó al electorado de Baviera, siendo cedida al Reino de Wurtemberg en 1810. En octubre de 1805, el general Karl Mack von Leiberich y sus 23.000 tropas austríacas capitularon ante Napoleón aquí. Ulm es notable en la historia de la literatura alemana como el lugar donde los maestros cantores permanecieron más tiempo, preservando oralmente el folclore tradicional de su oficio.